# Янголенко Сергій Олександрович
Сергі́й Олекса́ндрович Янголе́нко (4 травня 1975 року, Липкуватівка, Харківської області — 25 березня 2022 року, Харків)  — український силовик, майор поліції. Командир БПСПОП «Харків-1» у 2014-2015 рр. З лютого 2018 року виконував обов'язки начальника Дружківського відділу ГУНП в Донецькій області.

## Біографія
Народився 4 травня 1975 року у селі Липкуватівці (Нововодолазької селищної громади Харківського району, Харківської області). У 1994-1996 рр. служив у 23-й аеромобільній бригаді військової частини А0223 у місті Кременчук. У 1996-1998 рр. проходив службу по контракту в 6 дивізій Національнальної гвардії України. У 1999-2005 рр. працював охоронцем, професійно займався спортом. У 2005 році поступив на службу до ОВС, у батальйон міліції особливого призначення «Беркут», де проходив службу до 2014 року. Паралельно здобував вищу освіту в Харківському національному університеті внутрішніх справ: бакалавра права (2006-2010 рр.), диплом спеціаліста за спеціальністю «Правознавство» (2010-2011 рр.), магістратура за спеціальністю «Правознавство» (2015-2016 рр.), диплом спеціаліста за спеціальністю «Психологія» (2016-2017 рр.). 14 квітня 2014 року міністр МВС України Арсен Аваков підписав наказ про створення двох батальйонів «Харків-1» та «Слобожанщина» у зв'язку з початком АТО на сході України. Янголенка призначили командиром батальйону патрульної служби міліції особливого призначення «Харків-1», а його брата Андрія — «Слобожанщини».
«14 квітня 2014 року міністр МВС України Арсен Аваков підписав наказ про створення двох батальйонів «Харків-1» та «Слобожанщина», а також роти спеціального призначення «Харків-2». З того часу особовий склад особливо не змінився, додалися нові люди, але основний кістяк зберігся. Усі хлопці – патріоти, мотивовані люди, які готові захищати країну.»—  Сергій Янголенко

З 2018 до 2022 року Сергій Янголенко працював у ГУНП України в Донецькій області в Дружківському відділенні поліції.
З першого дня повномасштабного вторгнення рф на територію нашої держави брати Сергій та Андрій Янголенки організували добровольчий батальйон «Слобожанщина», підпорядкований губернатору Харківської області та керівництву УСБУ в Харківській області. Бійці батальйону виїжджали на завдання та брали участь у спецопераціях разом з 92-ою бригадою. 
Загинув 25 березня 2022 року від отриманих поранень під час зачистки села Мала Рогань.
25 березня 2022 року, після того, коли стало відомо про загибель колишнього командира взводу БПСПОП «Харків-1» Максима Кокшарова, Янголенко опублікував у Facebook свій останній допис: 

## Революція гідності
У 2013 році за часів командування харківським беркутом командира Лукаша, одного з тих, хто керував розстрілами на Майдані, брати Сергій та Андрій Янголенки відмовилися їхати у відрядження до Києва та залишилися в Харкові. Після повернення харківського беркуту з Майдану на початку 2014 року брати Янголенки на шикуванні батальйону офіційно виступили проти командира Лукаша та стали зі зброєю проти натовпу беркутів. Брати вийшли на захист Харківської ОДА від прибічників антимайдану та разом із силами самооборони завадили утворенню хнр у рідному місті Харкові.

## Антитерористична операція на сході України
Після стабілізації ситуації у Харкові, у червні 2014 року батальйони «Харків-1» та «Слобожанщина» були направлені у відрядження до м. Куп’янськ. А в серпні 2014 року, під час активної фази боїв за Іловайськ, батальйони були направлені у Донецьку область.
«Завдання, що ставилися перед батальйоном, не були притаманні українській міліції. Деколи це були загальновійськові завдання – диверсії, мінування, підрив мостів, і нам довелося їх виконувати у Волновасі наприкінці серпня минулого року. Тоді силами наших двох батальйонів цей населений пункт вдалося відстояти – і він лишився українським. Ми правильно підготували людей та вийшли звідти без втрат. Найскладніше було вберегти хлопців від паніки. Обстріляні «Ураганами» армійці, виходячи з оточення під Іловайськом, були дуже пригнічені, і нам було важливо не допустити, щоб їхній настрій заразив наших бійців.»—  Сергій Янголенко

26-28 серпня «Харків-1» та «Слобожанщина» отримали завдання взяти під контроль м. Волноваху та закріпитися там. Батальйони загальною чисельністю особового складу у 50 осіб зайняли місто та організували оборону. Волноваха лишилася під контролем України, а разом з нею прилеглі території. За службу в батальйоні у 2014-2015 рр. Сергій та Андрій Янголенки були нагородженні міністром МВС Арсеном Аваковим  нагородною зброєю та державними нагородами від Президента – медалями «За військову службу Україні».